# 巴斯克日报
巴斯克日报（西班牙語：El Diario Vasco）是总部位于巴斯克自治區吉普斯夸省圣塞瓦斯蒂安市的西班牙语日报。

## 历史
《巴斯克日报》由巴斯克出版协会创刊于1934年11月27日。内战期间主张君主主義，支持西班牙國民軍。1948年，它被邮报集团（2001年合并后称为文森特集团）收购，目前该集团旗下还有《阿贝赛报》、《邮报》等全国性报纸。
2001年5月，该报财务总监圣地亚哥·奥莱亚加（Santiago Oleaga）被两名埃塔组织极端分子杀害。

## 立场
《巴斯克日报》的政治立场偏向中立，反对激进民族主义，反对加泰罗尼亚独立运动。

## 发行量
| 巴斯克日报发行量变化图                                                    |
|                                                                           |
| 来源：西班牙传媒控制办公室（OJD）；1993年；2002年；2006年；2011年；2016年 |